# Девене
Девене (болг. Девене) — село в Болгарии. Находится в Врачанской области, входит в общину Враца. Население составляет 1077 человек.

## Политическая ситуация
В местном кметстве Девене, в состав которого входит Девене, должность кмета (старосты) исполняет Ценко Илиев Гергов (Граждане за европейское развитие Болгарии (ГЕРБ)) по результатам выборов.
Кмет (мэр) общины Враца — Тотю Младенов Младенов (Граждане за европейское развитие Болгарии (ГЕРБ)) по результатам выборов.